# 예루살렘 고속철도

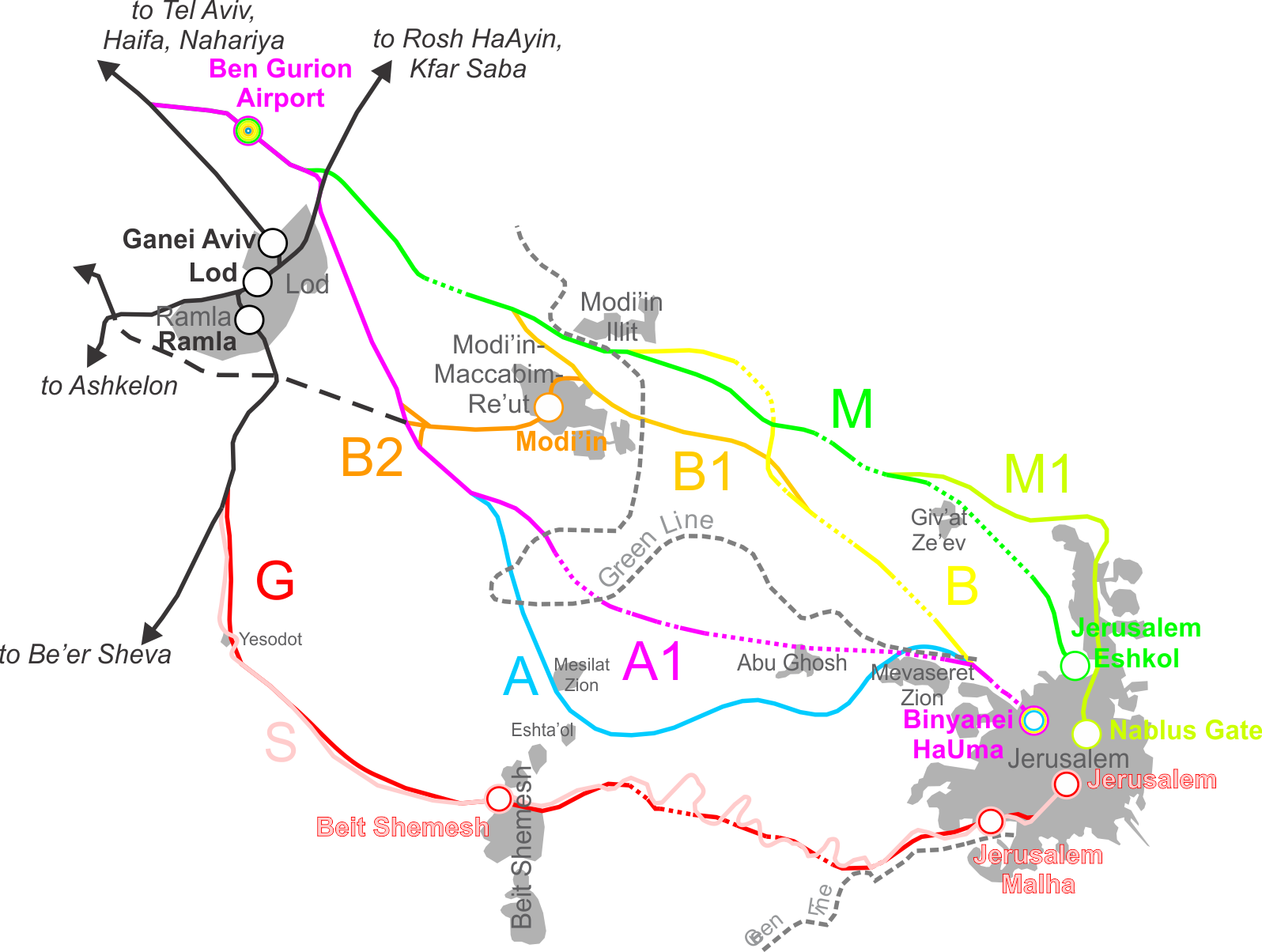
고속철 노선도

예루살렘 고속철도(Plan A1 and Railway 29, High-speed railway to Jerusalem)는 이스라엘에서 진행 중인 고속철도 사업이다.
텔아비브에서 시작해 벤구리온 국제공항을 거쳐 예루살렘까지 이어지며, 공사 완공시 소요 시간은 30분이 걸릴 것으로 보인다. 2001년에 착공되어 2017년 완공될 예정이며이 구간의 총길이는 약 56km이다.